# جوی اسلوتنیک
جوی اسلوتنیک (انگلیسی: Joey Slotnick؛ زادهٔ ۲ اکتبر ۱۹۶۸) بازیگر تلویزیون، بازیگر سینما، و صدا پیشه اهل ایالات متحده آمریکا است. وی از سال ۱۹۸۶ میلادی تاکنون مشغول فعالیت بوده‌است.
از فیلم‌ها یا برنامه‌های تلویزیونی که وی در آن نقش داشته‌است می‌توان به همسر خوب، سی‌اس‌آی، آلیاس، غارتگران دره سیلیکون، گردباد، مرد توخالی، زندگی پنهان والتر میتی، انفجاری از گذشته، بوسه یهودا، دست‌های بیکار و پینه‌دوز اشاره کرد.